# Streeprugwinterkoning
De streeprugwinterkoning (Campylorhynchus nuchalis) is een zangvogel uit de familie Troglodytidae (winterkoningen).

## Verspreiding en leefgebied
Deze soort telt 3 ondersoorten:
- C. n. pardus: noordelijk Colombia.
- C. n. brevipennis: noordelijk Venezuela.
- C. n. nuchalis: centraal en oostelijk Venezuela.